# Rehar
Rehar je priimek več znanih Slovencev:
- Alojz Rehar (*1948), carinik in pesnik
- Boris Rehar, policist in veteran vojne za Slovenijo
- Lejla Rehar Sancin (1922—2017), igralka, prevajalka, publicistka
- Peter Rehar (*1956), slikar
- Radivoj Rehar (1894—1969), novinar, urednik, pisatelj in pesnik
- Robert Rehar, jamar
- Toni Rehar (*1939), atletski trener, športni novinar
- Vojan Rehar (1923—1957), aktivist OF, esejist, književnik in filmski kritik
- Žiga Rehar (*1977), slikar, restavrator